# カレンダーガール (愛乙女☆DOLLの曲)
『カレンダーガール』は、2015年7月21日に発売された愛乙女☆DOLL（当時の表記は「愛乙女★DOLL」）通算8枚目のシングル。

## 背景とリリース
前作『Bargain girl』（2014年11月25日）発売から5か月後の2015年4月4日、東京キネマ倶楽部で行われたライブをもって岩崎夢生が卒業。代わって太田里織菜、佐倉みき、中川梨来、吉橋亜理砂の4人が加入したが、それから1か月後の同年5月5日、渋谷WWWでのライブをもって芦崎麻耶と都築かなが卒業し、愛乙女☆DOLL（以下、らぶどると略す）は7人編成となった。だが『High jump!!』（2014年4月9日）以来在籍していた日本クラウンとの契約がわずか1年で満了したため、アソビシステムとアイドル横丁が共同で設立した新レーベル「FUJIYAMA PROJECT JAPAN」に移籍。本作は同レーベルの第1回リリース作品となった。なお、らぶどるが7月にシングルをリリースしたのは本作が初である。
多田慎也が作詞・作曲した「カレンダーガール」は2015年4月26日のAKIBAカルチャーズ劇場公演にて初披露。カップリングの「LOVE♡BEAM」の振り付けはミキティー本物が担当した。また「Paradise in the summer」のリミックスがボーナストラックとして収録されており、手掛けたRAM RIDER曰く「今までリミックスした楽曲としては比較的テンポが速かった」とのこと。
キャッチ・コピーは「この夏いちばんの、キュン!キュキュン!」。

## 販売形態
初回限定盤には8種類のトレーディングカード（個別7枚とメンバー全員のいずれか）が封入されており、そのうちサイン入りトレカが当たった場合は、らぶどるメンバーの誰かと3分間生電話出来るという特典が付いていた。また、DVDには表題曲のMV&オフショット映像が収録されている。
- 初回限定盤（CD）：FPJ-10001
- 通常盤（CD）：FPJ-10002
- 通常盤（CD+DVD）：FPJ-10003

## チャート成績
本作は『ビターチョコ・バレンタイン』（2013年2月5日）以来2年5か月ぶりの火曜日発売シングルとなった。発売当日のオリコンデイリーチャートでは『Paradise in the summer』以来となる1位にランクイン。週間チャートでは『High jump!!』に並ぶ7位となった。Billboard Japanは34位が最高である。

## 収録曲
1. カレンダーガール
作詞・作曲：多田慎也　編曲：松田純一　ギター：綿貫正顕[9]
2. LOVE♡BEAM
作詞・作曲・編曲：PandaBoY
3. Paradise in the summer（RAM RIDER REMIX）
4. カレンダーガール（Off Vocal）
5. LOVE♡BEAM（Off Vocal）